# STUDIO ALTA

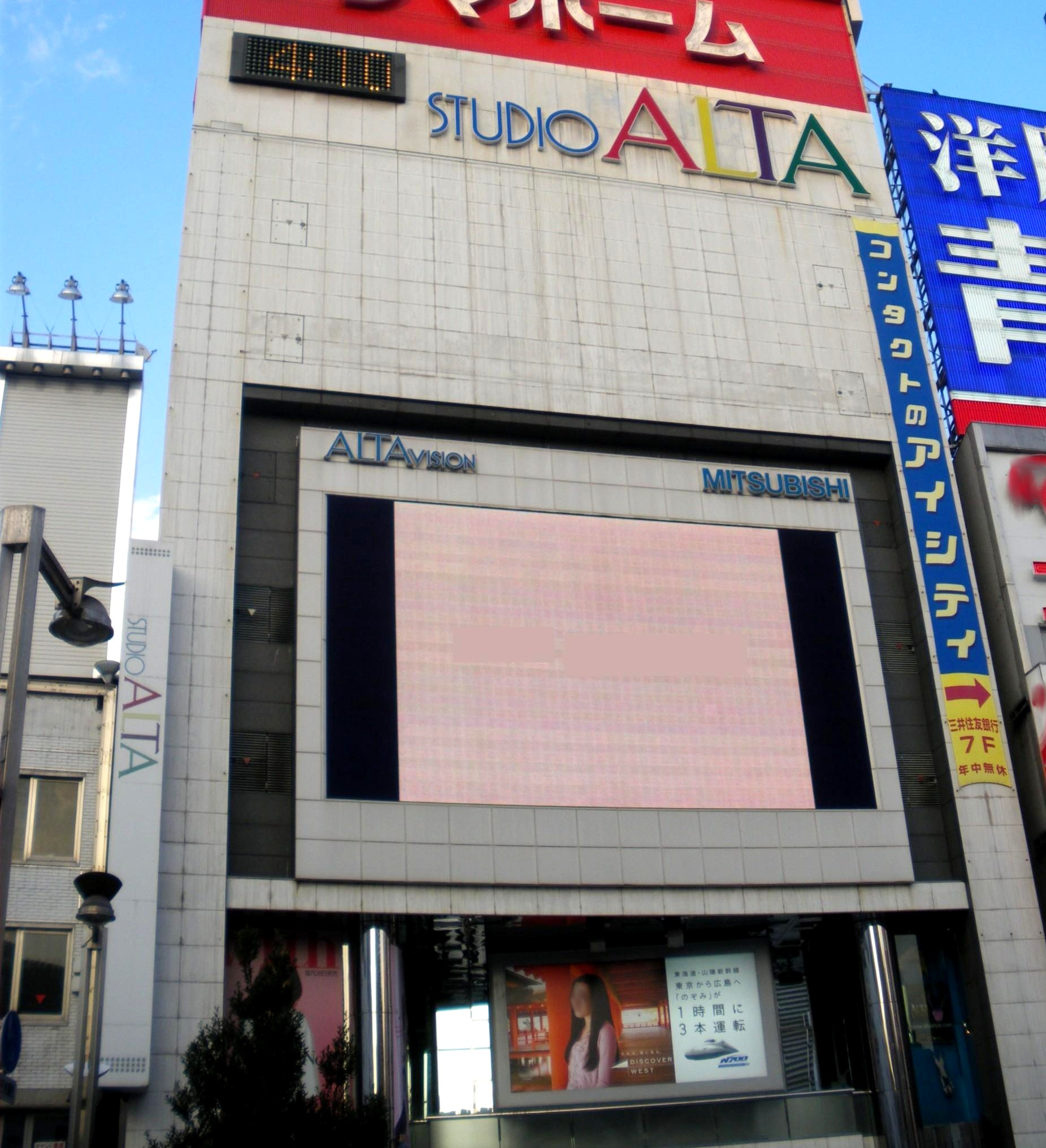
STUDIO ALTA

STUDIO ALTA（日语：スタジオアルタ）是位於日本東京都新宿區新宿三丁目新宿站東口站前新宿ALTA內的多功能攝影棚，亦可以指營運這座攝影棚的公司「株式會社STUDIO ALTA」（日语：株式会社スタジオアルタ）。「ALTA」取自於英文中的「另類」一詞（ALTernAtive）。攝影棚面積有243.5平方公尺，是富士電視台午間節目《森田一義時間 笑一笑又何妨！》的錄製場所。攝影棚外牆上設有大型電視畫面。

## 外部連結
- スタジオアルタ（页面存档备份，存于）
- KeyStudio（页面存档备份，存于）
- 新宿アルタ（页面存档备份，存于）
- アルタシアター（页面存档备份，存于）
- オルタナティブシアター（页面存档备份，存于）